# Franco Gentilini
Pour les articles homonymes, voir Gentilini.
 (novembre 2024).
Si vous disposez d'ouvrages ou d'articles de référence ou si vous connaissez des sites web de qualité traitant du thème abordé ici, merci de compléter l'article en donnant les références utiles à sa vérifiabilité et en les liant à la section « Notes et références ».
Franco Gentilini (Faenza, 4 août 1909 - Rome, 5 avril 1981) est un peintre italien.
Il a aussi poursuivi des activités de costumier, scénographe, illustrateur, graveur et céramiste.

## Biographie
Après avoir fréquenté l'école primaire, il commence à travailler comme apprenti chez un sculpteur et ébéniste. Entre 1921 et 1925, il assiste aux cours du soir de l'École Municipale Tommaso Minardi de Design Industriel et Plastique. Puis, il rencontre le peintre Giovanni Romagnoli (it), professeur de peinture à l'Académie des beaux-arts de Bologne. Après un premier voyage à Paris en 1928, un de ses tableaux est exposé à la XVIIe Biennale de Venise (1930).

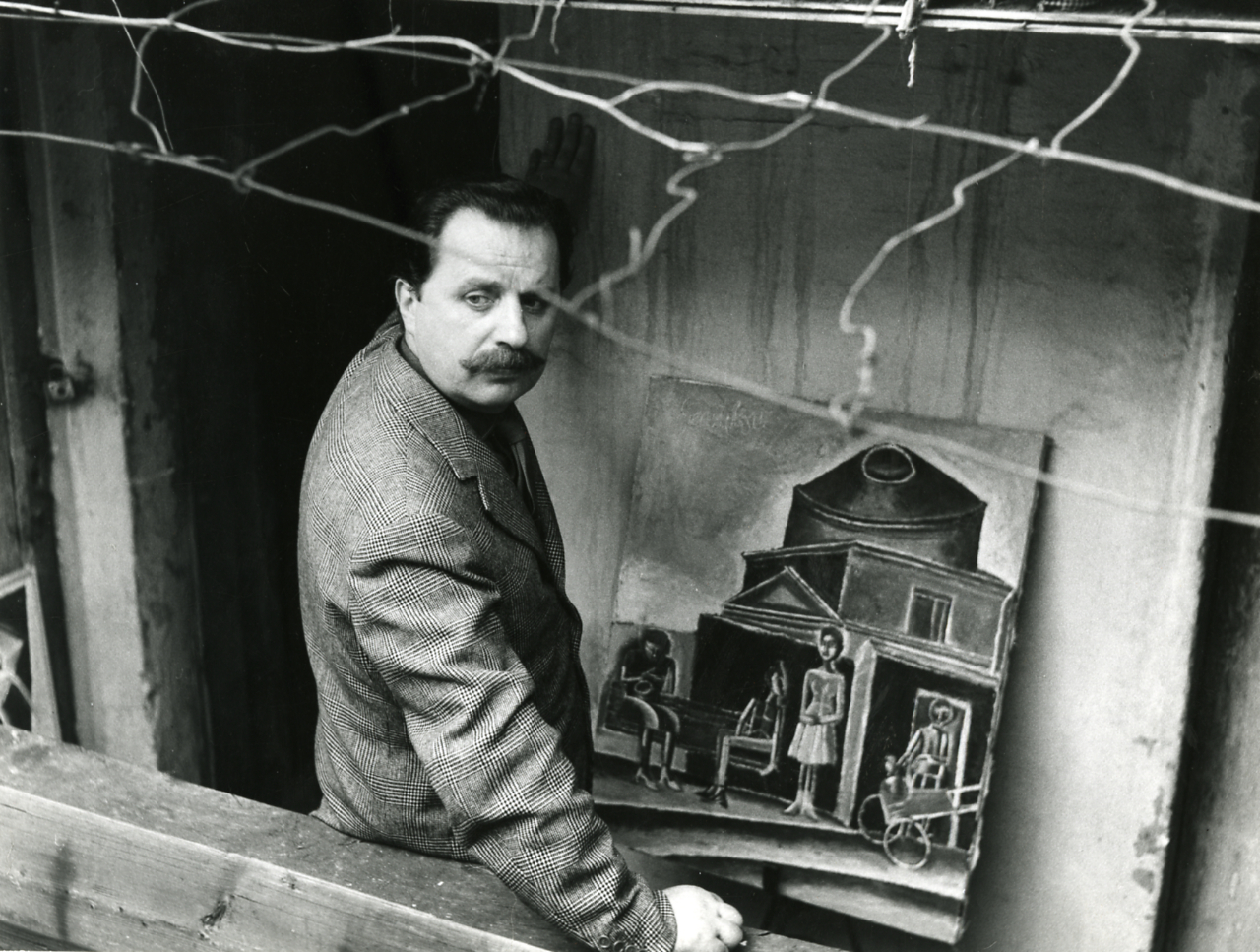
Franco Gentilini en 1965 photographié par Paolo Monti.

En 1932 il s'installe définitivement à Rome. Plongé dans l'ambiance littéraire du fameux Caffè Aragno, il y rencontre des artistes et écrivains tels que Cagli, Mucci, Falqui, Sinisgalli, de Libero, avec lesquels il entame une longue collaboration artistique (illustration de leurs textes et poèmes). Les années trente sont marquées par sa participation à des biennales et quadriennales où il remporte plusieurs prix (2e place du Prix Rubicon 1933, Premier Prix Rubicon 1934). Gentilini passe de la réalisation de commandes publiques à des peintures de chevalet (portraits, modèles) et des compositions inspirées de scènes champêtres populaires. Il illustre entre autres La Métamorphose de Kafka, Cara Prigione de Gianna Manzini et Proverbi. Il est aussi l'auteur des costumes et des scénographies de L'Antiparnasso d'Orazio Vecchi. En parallèle, il écrit pour des revues comme Il Salvaggio, Quadrivio, Fiera Letteraria, L'Orto, Primato ou Fortune.
Ses activités se poursuivent jusqu'à sa mort, après une brève maladie.

## Œuvre

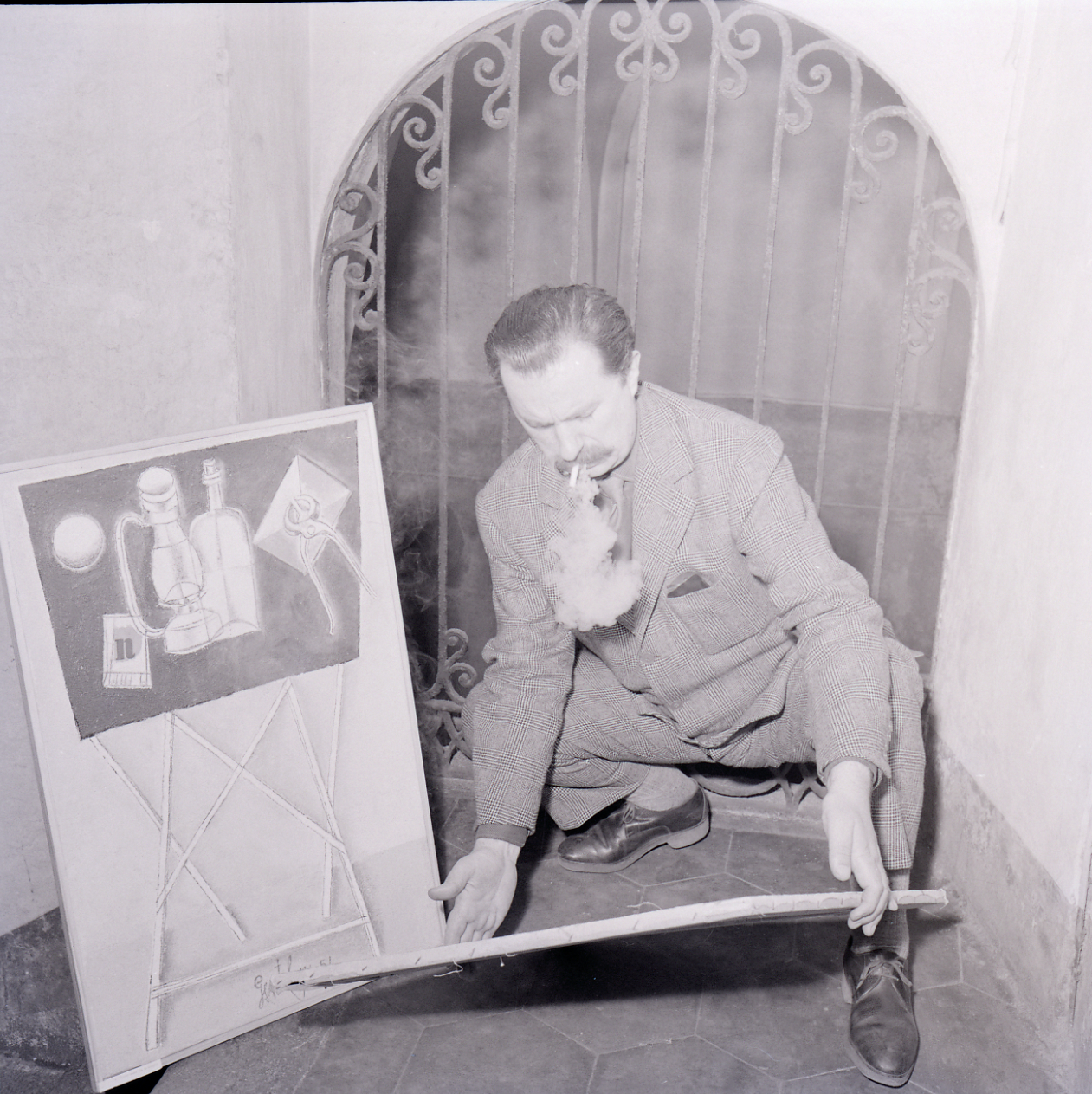
Franco Gentilini en 1982.

L'univers artistique de Gentilini s'est formé dans le contexte de la culture italienne pendant et après la Seconde Guerre mondiale et d'une prise de distance avec le futurisme. L'artiste a développé sa propre technique faite d'un mariage heureux entre la peinture et le dessin sur un fond noir mêlé de sable. Ses motifs de prédilection sont ses cathédrales typiques (celle de Monreale en Sicile), ses baptistères, ses murs de cités, ses jongleurs, ses paysages aux perspectives irrégulières, ses musiciens de rue, ses femmes chaussées de bottines à talon en forme de bobine, ses bicyclettes, ses charrettes et ses animaux comme les chats et les lions (le signe du zodiaque du peintre). Gentilini est l'artiste de la joie de vivre, même si cette joie est assombrie par la perte d'un monde dévasté par la guerre et la prémonition de la naissance d'une société de masse. La peinture de Gentilini, solidement ancrée dans la tradition populaire, réhabilite les valeurs graphiques de la peinture. 
Depuis le milieu des années cinquante, ses figures féminines (inspirées par l'actrice Kim Novak) et ses compositions se sont transformées dans le sens d'une simplification géométrique, adoptant une bidimensionnalité presque complète due aux effets chromatiques et rythmiques de la couleur. 
En Italie, il est considéré comme l'un des grands peintres figuratifs du XXe siècle. Ses œuvres sont recherchées par les collectionneurs et exposées dans les plus grands musées et collections publiques d'Italie, tels que la Galerie des Offices à Florence, le musée du Vatican, la Pinacotèque Municipale de Faenza, le Centre d'Études des Archives et de la Communication à Parme, la Galerie nationale d'art moderne et contemporain et le Palais Montecitorio à Rome. Afin de célébrer le centenaire de la naissance de l'artiste, des rétrospectives ont eu lieu dans divers lieux publics (Musée Pericle Fazzini d'Assise et le Musée della Permanente à Milan).

Œeuvres de Franco Gentilini. Photos par Paolo Monti.
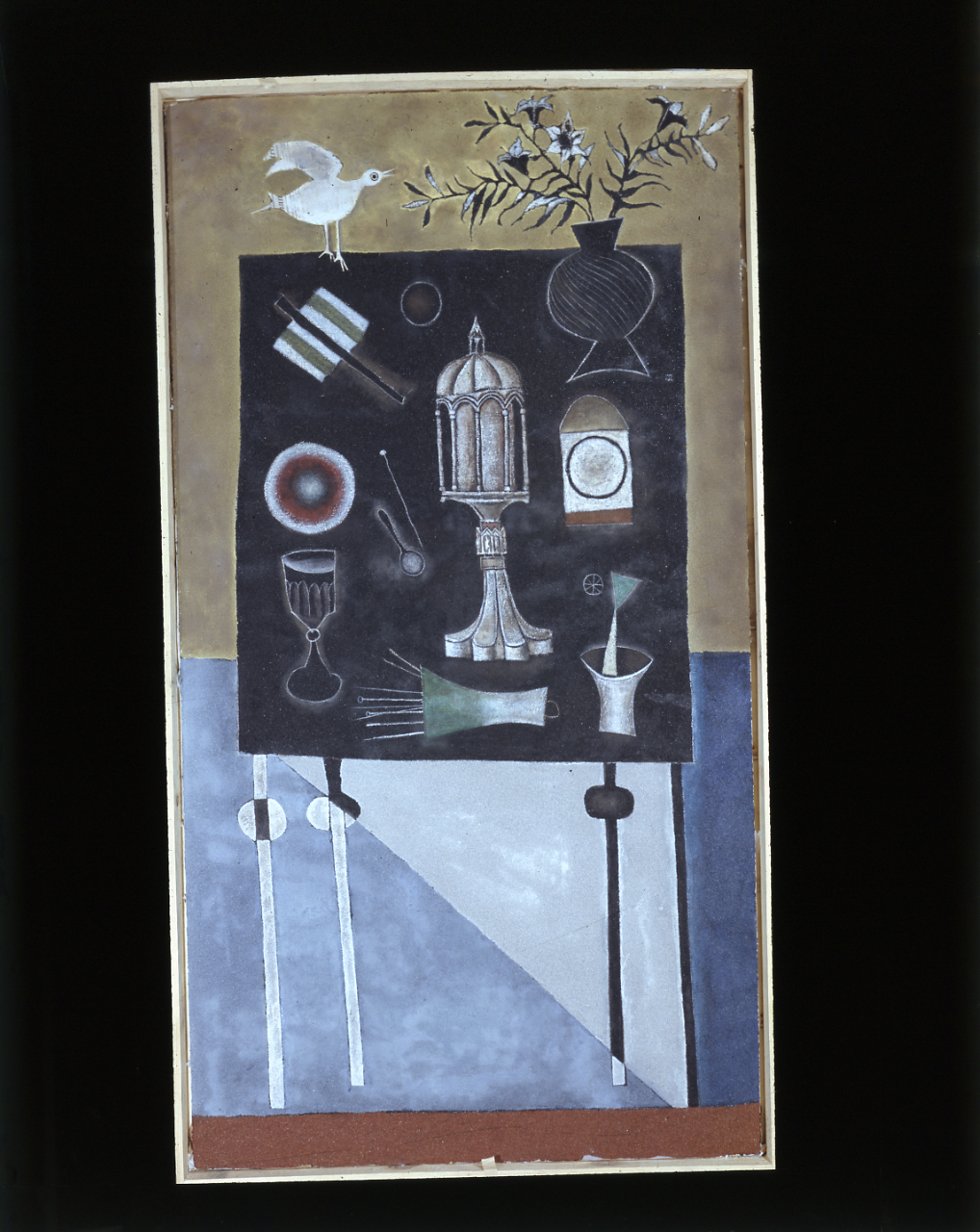
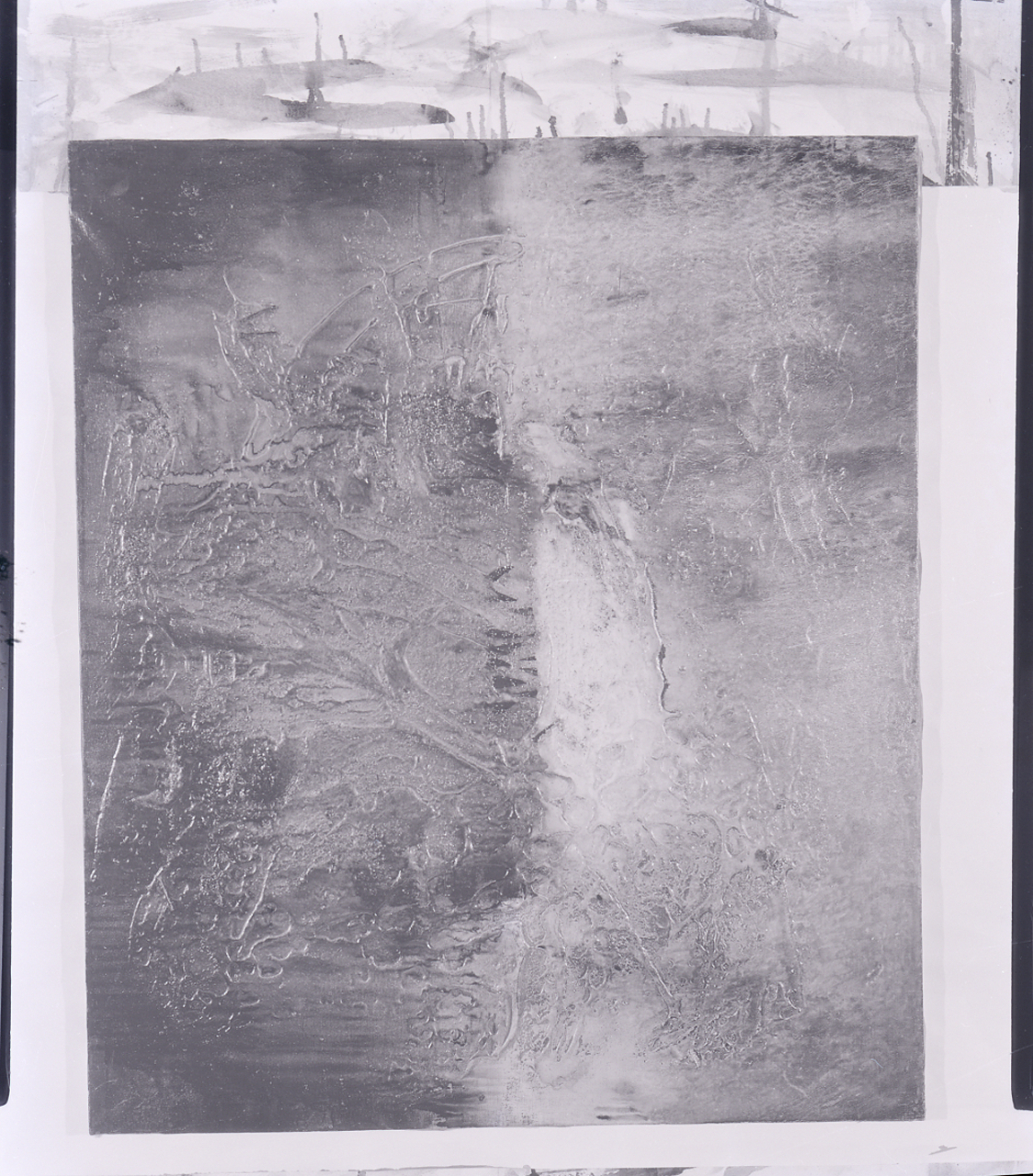
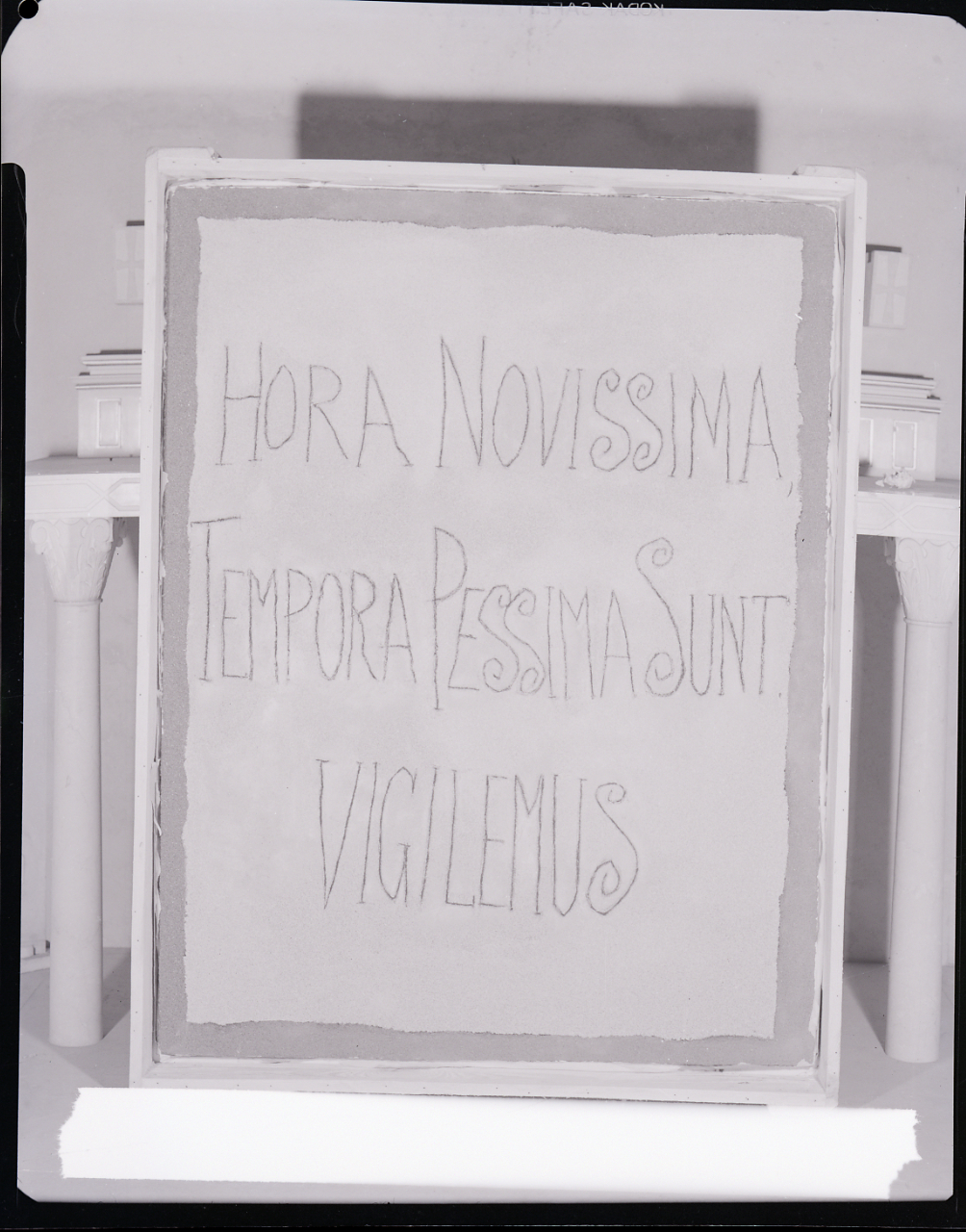
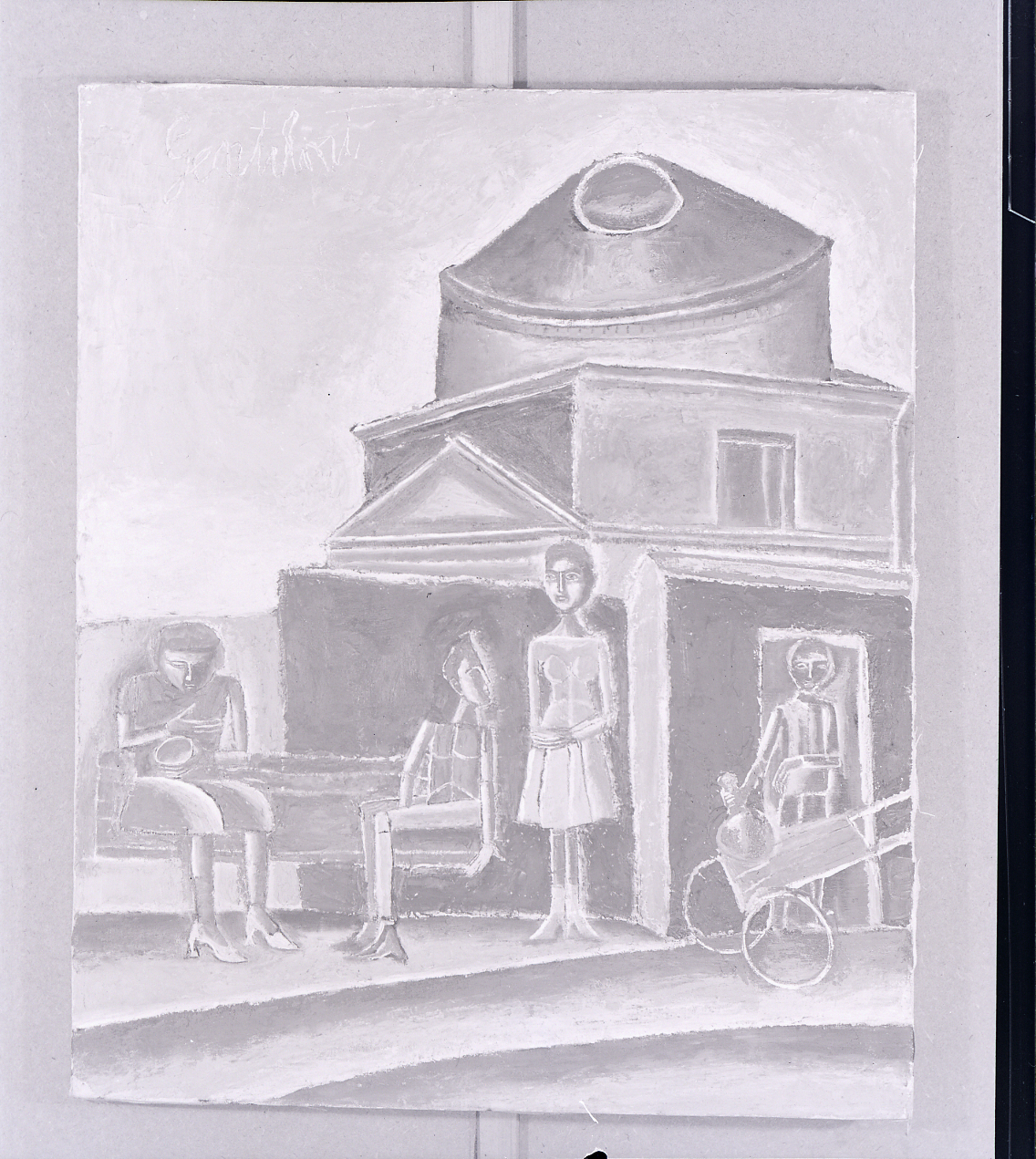

## Expositions personnelles
- IIIe Quadriennale, Rome, 1938
- XXIIIe Biennale, Venise, 1940

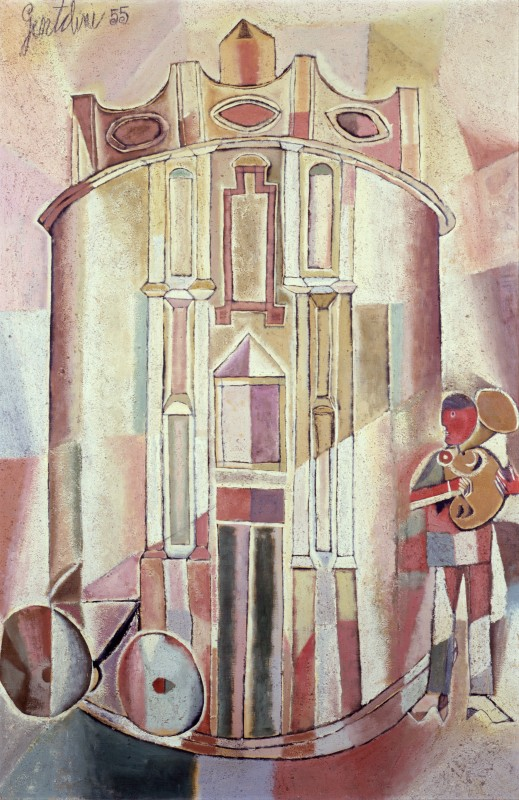
Cattedrale con suonatore di tromba, 1955 (Collections d'art de la fondation Cariplo, Milan).

- Galerie Ciangottini, Bologne, 1942
- IVe Quadriennale, Rome, 1943
- Galerie Battistero, Parme, 1943
- Galerie du Zodiaque, Rome, 1944
- Galerie La Margherita, Rome, 1945
- Galerie San Giuto, Triste, 1946
- Galerie Domus, Sao Paolo, Brésil, 1946
- Galerie Il Naviglio, Milan, 1948
- Galerie La Medusa, Naples, 1949
- Galerie Rive Gauche, Paris, 1950, 1953.
- Galerie La Palma, Rome, 1951

## Expositions collectives
- Rome, Milan, Venise, Florence, Turin, Naples.
- Vienne, Salisbourg, Helsinki, Copenhague, Pittsburgh, San Francisco, New York, Pretoria, Le Caire, Sao Paulo.